# Epsilon Centauri
Pour les articles homonymes, voir Epsilon (homonymie).
Désignations
Epsilon Centauri (ε Cen / ε Centauri) est une étoile de deuxième magnitude de la constellation du Centaure. D'après la mesure de sa parallaxe annuelle par le satellite Hipparcos, elle est située à environ ∼ 430 a.l. (∼ 132 pc) de la Terre.
ε Centauri est une géante bleue-blanche de type spectral B1III. Elle est classée comme une variable de type Beta Cephei et sa luminosité varie entre les magnitudes +2,29 et +2,31 avec une période de 4,07 heures.
Elle est membre du groupe Bas-Centaure Croix du Sud de l'association Scorpion-Centaure, qui est l'association d'étoiles massives de types O et B la plus proche du Système solaire.